# Brosamen von des Herrn Tisch

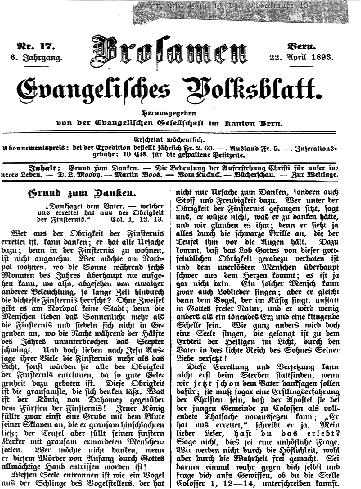
Brosamen – Evangelisches Volksblatt
vom 23. April 1893

Brosamen von des Herren Tisch, später nur noch «Brosamen» (Brotkrümel in Anspielung auf Markus 7,28), war eine christliche Zeitschrift, die im Umfeld von Bern und Biel bzw. des Emmentals erschien.

## Gründer und Herausgeber
Der Gründer und Redakteur des Blattes, Franz Eugen Schlachter, der bekannte Übersetzer der Miniaturbibel, gab sie ab 1888 zuerst auf privater Basis heraus. Er verkaufte sie 1893 an die Evangelische Gesellschaft, die sie als ihr offizielles Blatt vertrieb. Schlachter blieb aber bis 1907 Redakteur des Blattes. Bei seinem Wechsel als Prediger zur Freien Evangelischen Gemeinde in Bern wurde seine Arbeit aufgeteilt. Einen Teil davon übernahm Gottfried Fankhauser, der spätere Präsident der Evangelischen Gesellschaft des Kantons Bern. In der Spitze hatte sie 6000 Abonnenten.

## Inhalt
Auf einen geistlichen Artikel folgten Biographien von Erweckungspredigern, wie z. B. von D. L. Moody, oder Berichte von Erweckungen bzw. biographisch-erbauliche Lebensbilder oder Erzählungen wie z. B. «Resli, der Güterbub». Schlachter erzählte hier das Schicksal des Verdingkindes Andreas Balli, genannt «Resli». Weitere erbauliche kirchengeschichtliche Erzählungen waren z. B. «Meister Pippin» oder «Jarousseau, der Pfarrer der Wüste». Ausserdem gab es Beiträge zur Allgemeinbildung, z. B. Auszüge aus (vermutlich) Brehms Tierleben über bestimmte Tiere, z. B. den Kuckuck, der hier auszugsweise folgt:
«Außerdem ist an diesem Federvieh lobenswert seine Gefräßigkeit. Eine edle Eigenschaft ist das sonst, zumal an Ehemännern, nicht; aber der Kuckuck frisst ja nicht Käs und Wurst, sondern nur Raupen, die niemand anders mag, weil sie so haarig sind. Die Nonnenraupe, diese gefürchtete Waldverwüsterin, hat an ihm einen geschworenen Feind. So wird der Kuckuck denn auch noch zum Kulturkämpfer dadurch, dass er Nonnen frisst; es ist aber doch noch ein Unterschied zwischen ihm und einem radikalen Regierungsrat, indem der letztere die Nonnen aus Hass, der Kuckuck sie aber aus lauter Liebe frisst.» Dem polemischen Seitenhieb auf die Ehemänner und die Politik folgt als geistlicher Schlenker dann die Bemerkung: «So kommt’s, dass man nie mehr als einen einzigen jungen Kuckuck im Nest findet – das Bild der vollendeten Selbstsucht.» Der Artikel endet mit folgender Ermahnung: «Merk dir’s, Narr und sei kein Kuckuck, der den Schwächeren aus dem Nest wirft.»
Weiterhin gab es Reiseberichte, z. B. aus dem Heiligen Land, und zum Schluss eine Rubrik «Zur Weltlage», in der der Verfasser regionale und weltpolitische Ereignisse geistlich beurteilte und kommentierte. Hier fand man zum Beispiel Berichte über Rettungsaktionen in den Bergen, über eine Schlangenjagd im Berner Jura, Berichte aus dem Berliner Reichstag oder Kommentare zu Kriegen des Britischen Empire. Teilweise waren die Artikel zur Zeit Schlachters exklusiv, z. B. die Berichte über den Heilungsprediger Cyprian Vignes aus dem Cevennendorf Vialas in Südfrankreich, erschienen nur in den «Brosamen».

## Stil
Man kann Schlachters Art zu schreiben sowohl als spitze geistliche Feder wie auch als leicht sarkastisch beschreiben. Trotz dieser Art war der Inhalt von hohem Niveau und geistreich. Die klassischen Brosamen (bis 1907) trugen sehr stark seine Handschrift und waren von seiner geistlichen Haltung und seiner kirchengeschichtlichen Sicht geprägt.

## Einfluss
Für das bäuerliche Umfeld Berns und die Heiligungsbewegung bzw. die Evangelische Gesellschaft waren die Brosamen eine wichtige Zeitschrift. Schlachter vermittelte seinen Lesern nicht nur geistliche Inhalte, sondern auch Allgemeinbildung und zeitgeschichtlichen und politischen Weitblick.

## Archivierung
Die alten Ausgaben der «Brosamen» Franz Eugen Schlachters wurden durch die Evangelische Gesellschaft an das Staatsarchiv in Bern übergeben. Dort können die alten Exemplare eingesehen werden.

## Fortsetzung
Der Brosamen erschien bis Jahresende 1965. Nachfolgepublikation war die von der Evangelischen Gesellschaft des Kantons Bern zusammen mit dem Verband Landeskirchlicher Gemeinschaften des Kantons Bern herausgegebene Zeitschrift Wort und Werk (1966–1991), in dem die Brosamen wie auch Der Heilsbote aufgingen. Die Zeitschrift ist inzwischen in Wort + wärch umbenannt worden.

## Fussnoten
1. ↑  ZDB-ID: 1142185-x.
2. ↑  ZDB-ID: 1143244-5
3. ↑  ZDB-ID: 1143254-8
4. ↑  Angaben nach Zeitschriftendatenbank am 24. September 2008.